# Rhantus bouvieri
Rhantus bouvieri är en skalbaggsart som beskrevs av Régimbart 1900. Rhantus bouvieri ingår i släktet Rhantus och familjen dykare. Inga underarter finns listade i Catalogue of Life.